# 咪咕明星学院
《咪咕明星学院》是由中国移动无线音乐俱乐部主办、东方卫视制作的选秀节目，目标是选出优秀选手并提供签约唱片公司及发展机会。

## 比赛规则

### 参赛者
报名不限国籍，同时对已签约唱片公司的艺人开放，但选手已正式发行的专辑或EP不能超过一张。
15強學員: M.I.C., 鍾舒祺, 周定緯, 李宣榕, 朱一瑋, 李歐, double jump, 拜爾, AK, 文筱芮, 唐荭菲, 崔岩, 周莹, 王霄陽, 洪辰
冠軍: M.I.C.  
亞軍: 鍾舒祺  
季軍: 周定緯
殿軍: 李宣榕

## 电视播出时间
东方卫视
- 首播：每周五 21：15

2009年12月18日——2010年1月22日21：15播出，节目时长75分钟（含广告）。2010年1月29日起改为19：30播出，节目时长120分钟（含广告）。2010年2月26日起恢复21：15播出，节目时长75分钟（含广告）。
2010年3月26日 進行總決賽LIVE播出。
中天综合台